# Claude Frollo
Pour les articles homonymes, voir Frollo.
 (juillet 2017).
Claude Frollo est un des personnages centraux du roman Notre-Dame de Paris de Victor Hugo.
Archidiacre de Notre-Dame de Paris, prêtre et alchimiste, Claude Frollo est l'archétype de l'intellectuel, passionné de science, de mécanique des fluides, quêteur d'absolu. Sa découverte tardive de la passion, de la femme, du corps, dans son désir obsessionnel de posséder la Esmeralda, bouleversera tout ce qui le structurait au préalable. Perdu par cette révélation, il entraînera dans sa chute la jeune fille, ainsi que ses proches.

## Biographie

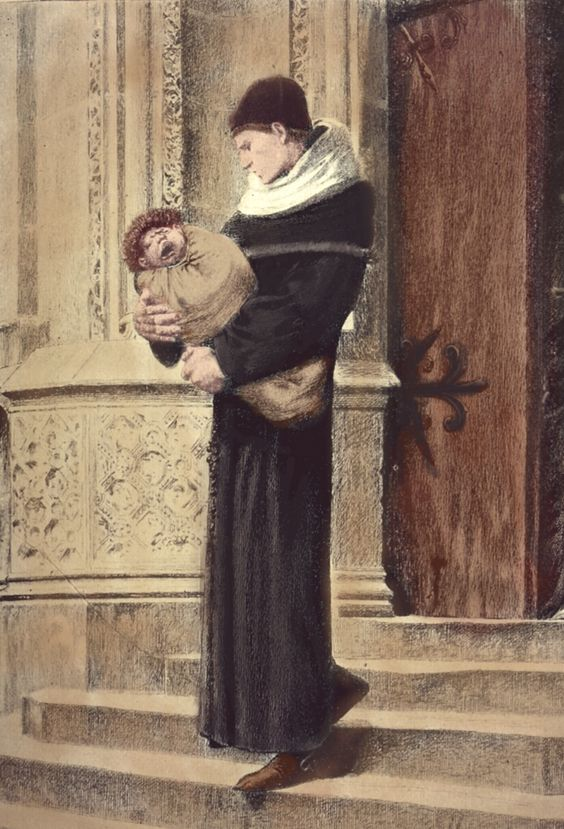
Frollo recueille Quasimodo enfant.
Illustration de Luc-Olivier Merson, 1889.

Victor Hugo fait naître Claude Frollo en 1446, d'une famille de petite noblesse ayant hérité du fief de Tirechappe. Destiné dès l'enfance à l'état ecclésiastique par ses parents, il fait ses études au sinistre collège de Torchi. Élève brillant, il se retrouve, à 18 ans, docteur des 4 facultés : théologie, droit, médecine et arts.
En 1466, ses parents succombent à l'épidémie de peste. Frollo, orphelin de 19 ans, prend alors en charge son jeune frère nouveau-né, Jehan. La même année, il recueille un enfant abandonné et difforme de 4 ans, qu'il élèvera et nommera Quasimodo.
À l'automne 1481, une jeune danseuse tsigane, la Esmeralda, vient se produire sur le parvis de Notre-Dame. Il développe alors une passion obsessionnelle à son égard. Pour se libérer de sentiments qu'il juge coupables, il fait interdire le parvis de la cathédrale à la jeune fille de 16 ans, sans succès. Le 6 janvier 1482, il tente de l'enlever avec l'aide de Quasimodo, mais elle lui échappe. Il la dénonce ensuite à l'official, en l'accusant de sorcellerie. À 3 reprises, il tentera de posséder la Esmeralda par la force ou la menace d'une condamnation à mort, sans y parvenir.
En juillet 1482, la Esmeralda est livrée au bras séculier. Alors qu'elle est pendue au gibet en place de Grève, Frollo est précipité du haut des tours de Notre-Dame de Paris par Quasimodo, qui venge ainsi l'Égyptienne. Frollo meurt en même temps que la jeune fille.

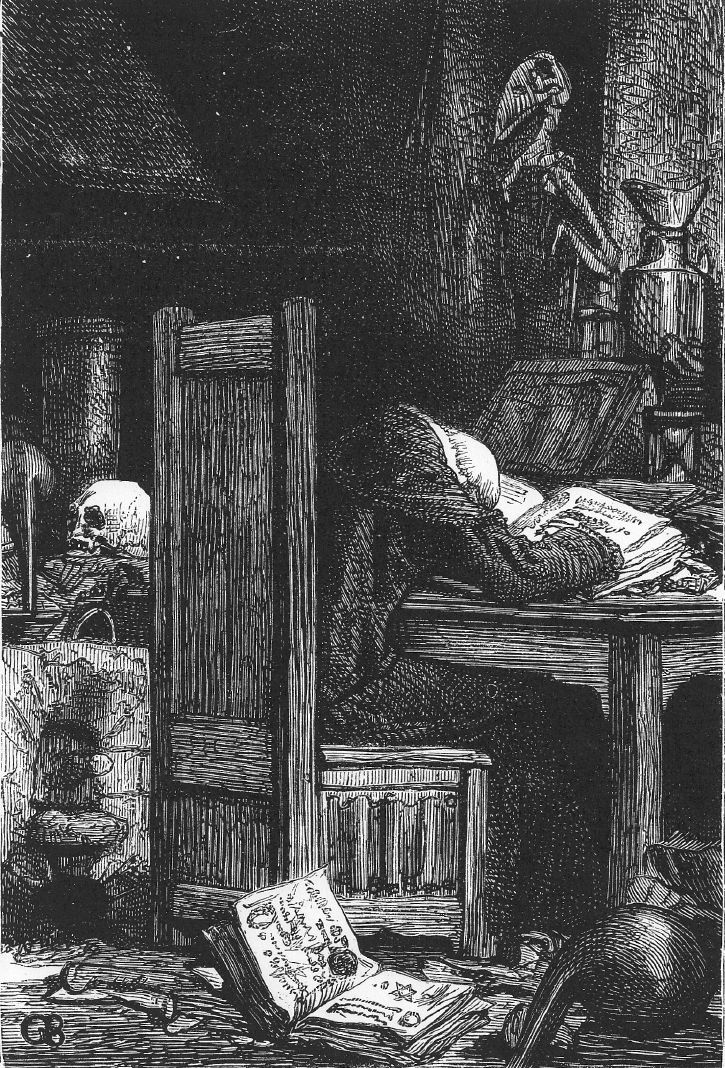
Claude Frollo
(illustration de Gustave Brion).

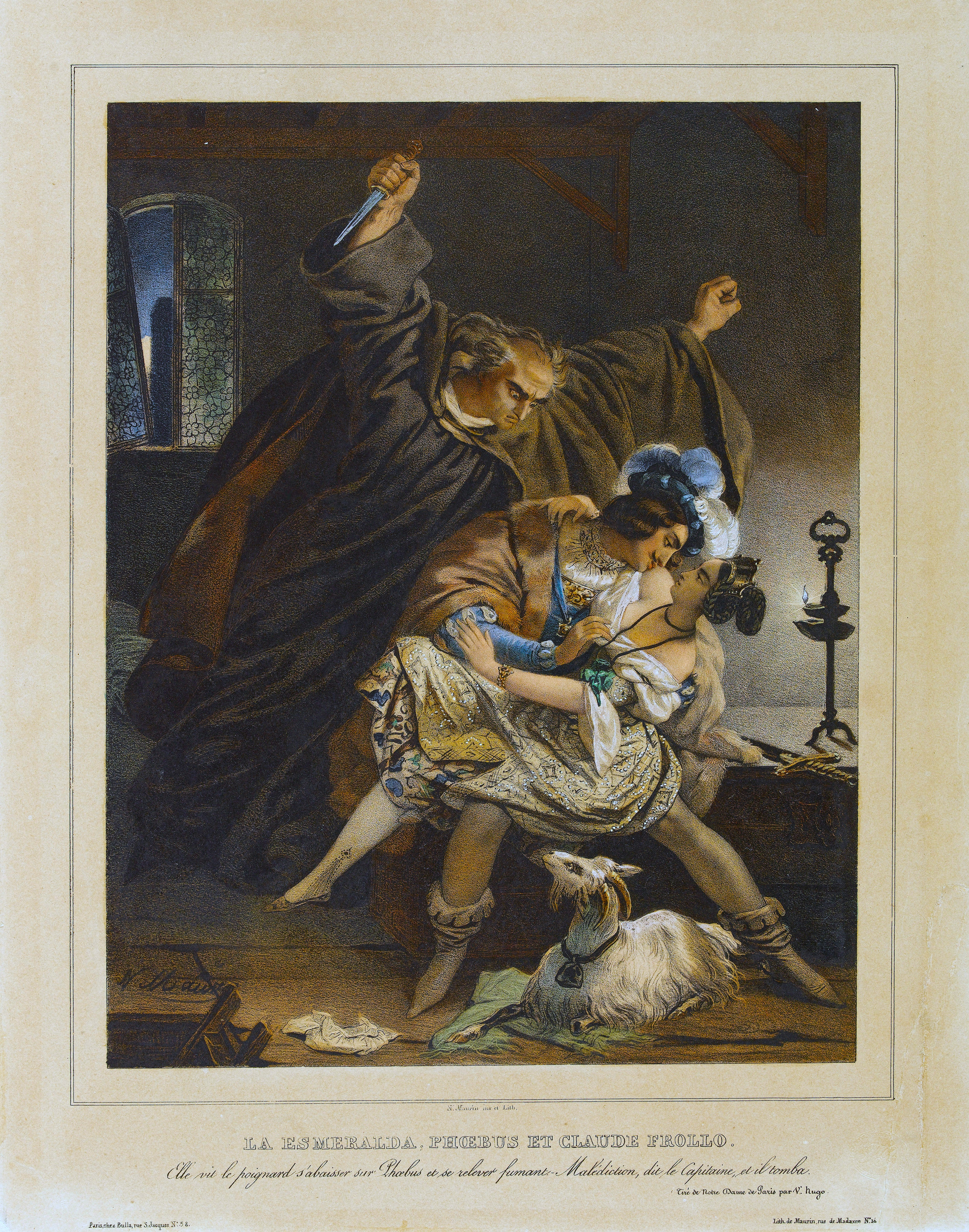
Frollo s'apprêtant à poignarder Phœbus
(lithographie de Nicolas-Eustache Maurin, maison de Victor Hugo, 1834).

## Adaptations au cinéma

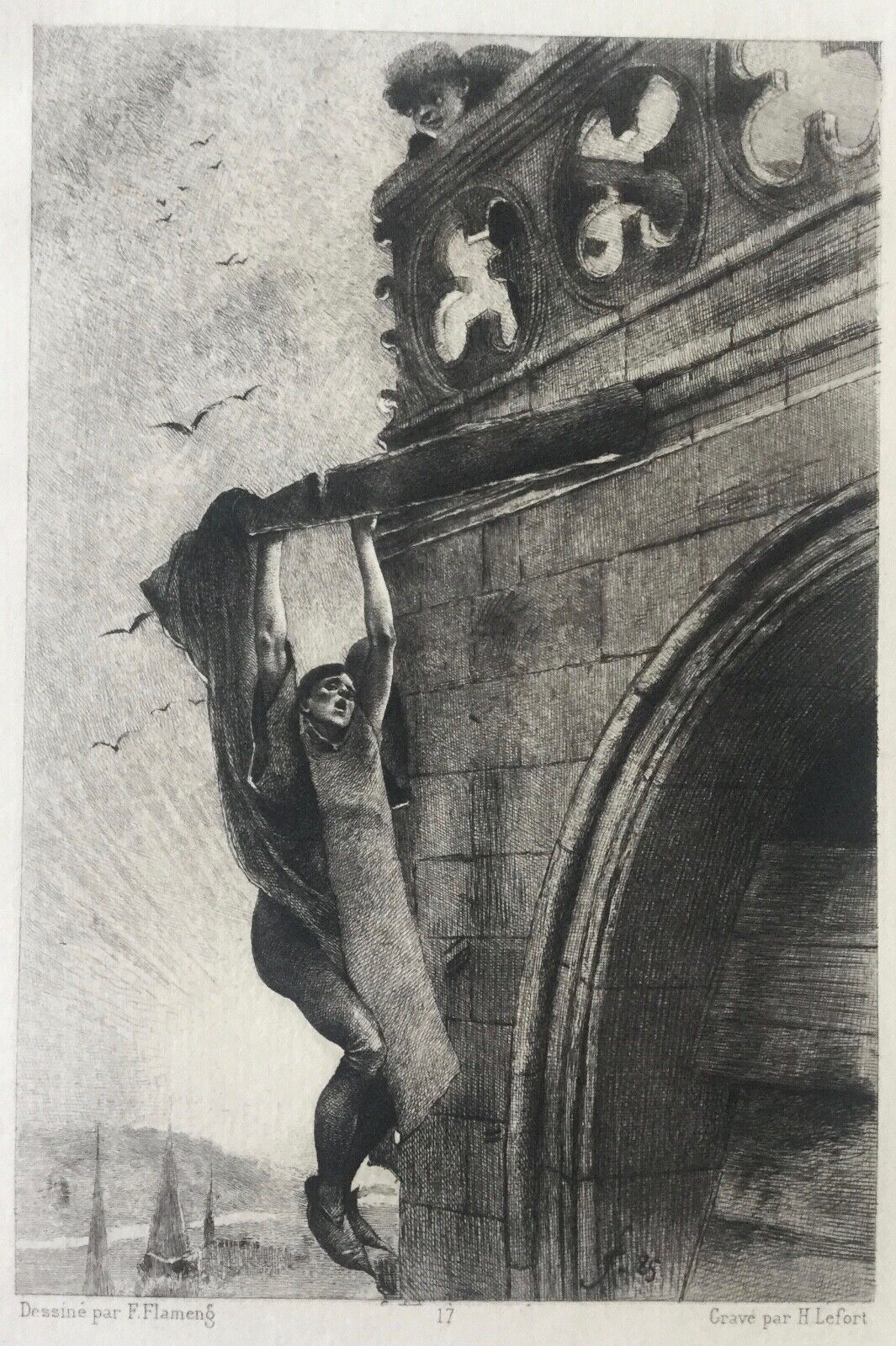
Frollo s'agrippe désespérément à une gouttière au sommet de Notre-Dame tandis que Quasimodo pleure en contemplant la pendaison de la Esmeralda (gravure d'Henri Émile Lefort d'après un dessin de François Flameng).

Dans l'adaptation intitulée Le Bossu de Notre-Dame, film d'animation produit par le studio Walt Disney Pictures en 1996, Frollo est bien plus âgé que le personnage d'origine (36 ans dans le roman et la bonne soixantaine dans le Disney), et exerce la profession de juge et non de prêtre (il reste néanmoins un croyant très zélé). Il prend alors le rôle du méchant manichéen des dessins animés. Il devient le meurtrier semi-involontaire de la mère gitane de Quasimodo et se voit confier par l'archidiacre de Notre-Dame, seul témoin de son crime, la tâche, comme pénitence, d'élever celui-ci. Passé cette introduction assez différente du roman, le rôle de Frollo ressemble sur certains points à celui du personnage d'origine, tous les deux tombant amoureux d'Esmeralda mais considérant cela comme un péché et devenant finalement fou quelques minutes avant d'être précipité du haut des tours de Notre-Dame (Frollo perd seul son équilibre, là où dans l'œuvre originale il était volontairement précipité par Quasimodo),.
Il est interprété par Daniel Lavoie dans la comédie musicale Notre-Dame de Paris.
Il est interprété par Richard Berry pour le film Quasimodo d'El Paris, dans lequel il ne s'appelle pas Claude mais Serge, et est représenté dans le monde contemporain avec son entourage.